# Mewtwo
Mewtwo (japanski: ミュウツー Mewtwo) jedan je od 1025 fiktivnih vrsta Pokémona iz medijske franšize Pokémon, skupa Pokémon videoigara, animiranih serija, manga stripova, knjiga, igraćih karata i drugih medija kojima je tvorac Satoshi Tajiri. Svrha je Mewtwoa u videoigrama, animiranoj seriji i manga stripovima, kao i svrha ostalih Pokémona, borba s divljim Pokémonima – neukroćenim stvorenjima koje igrači i likovi pronalaze dok kreću na razne avanture – i pripitomljenim Pokémonima drugih Pokémon trenera.

## Etimologijaimena
Ime Mewtwo odnosi se na ime još jednog Pokémona, Mewa (Pokémona iz čijeg je DNK nastao Mewtwo) uz engleski sufiks "two" = dva, odnoseći se na činjenicu da je Mewtwo zapravo kopija Mewa uz neke dodatne izmjene.

## Pokédex podaci
- Pokémon Red/Blue: Stvorili su ga znanstvenici nakon godina užasnog spajanja gena i inženjerskih DNK pokusa.
- Pokémon Yellow: Njegova je DNK gotovo jednaka onoj u Mewa. Ipak, njihova veličina i raspored uvelike se razlikuju.
- Pokémon Gold: Njegove su borbene sposobnosti podignute do samih granica, zbog čega ga stalno vodi želja za pobjedom.
- Pokémon Silver: U pravilu ostaje nepokretan radi očuvanja energije, kako bi u borbi pokazao svoju moć u najvećem rasponu.
- Pokémon Crystal: Okrutan Psihički Pokémon stvoren genetičkim inženjeringom. Njegove hladne, sjajne oči uvlače strah u kosti neprijatelja.
- Pokémon Ruby/Sapphire: Mewtwo je Pokémon stvoren manipulacijom gena. Ipak, iako je znanstvena moći ljudi stvorila tijelo ovog Pokémona, nije mu uspjela dati suosjećajno srce.
- Pokémon Emerald: Mewtwo je Pokémon stvoren manipulacijom gena. Ipak, iako je znanstvena moći ljudi stvorila tijelo ovog Pokémona, nije mu uspjela dati suosjećajno srce.
- Pokémon FireRed: Pokémon čiji je genetski kod iznova rekombiniran radi istraživanja. Kao rezultat toga, postao je izrazito okrutan.
- Pokémon LeafGreen: Stvorili su ga znanstvenici nakon godina užasnog spajanja gena i inženjerskih DNK pokusa.
- Pokémon Diamond/Pearl: Pokémon stvoren rekombiniranjem Mewovih gena. Smatra se kako ima najdivlje srce među Pokémonima.

## U videoigrama
Kao Legendarni Pokémon, Mewtwo je izrazito rijedak u Pokémon videoigrama. Zapravo, jedine igre u kojima je prisutan jesu igre prve generacije i prerade istoimenih igara. U svim navedenim igrama smješten je u pećini grada Ceruleana.
Mewtwove su statistike izrazito visoke, ističući se u svakoj od njih. Njegovu Special Attack statistiku premašuje samo ona Deoxysovog Attack oblika. Zbog visokih statistika i sposobnosti učenja brojnih napada, Mewtwo je popularan u kompetitivnim igrama, posebice u okolini gdje mu je dopušten ulaz.
Zbog svog Psihičkog tipa koji je doveo ostalih 14 tipova u neravnotežu tijekom prve generacije, te zbog visokog ukupnog zbroja svojih statistika (koje je premašio samo dolazak Arceusa u četvrtoj generaciji), Mewtwo je dugo vrijeme smatran najjačim Pokémon među Pokémonima.

## Tehnike
| Prirodne tehnike                   | Prirodne tehnike | Prirodne tehnike |
| ---------------------------------- | ---------------- | ---------------- |
| Tehnika                            | Vrsta tehnike    | Razina           |
| Zbunjivanje (Confusion)            | Psihički         |                  |
| Onesposobljavanje (Disable)        | Normalni         |                  |
| Barijera (Barrier)                 | Psihički         | 8                |
| Brzi okret (Swift)                 | Normalni         | 15               |
| Pogled u budućnost (Future Sight)  | Psihički         | 22               |
| Poboljšana psiha (Psych Up)        | Normalni         | 29               |
| Čudesno oko (Miracle Eye)          | Psihički         | 36               |
| Magla (Mist)                       | Ledeni           | 43               |
| Psihičko razrezivanje (Psycho Cut) | Psihički         | 50               |
| Amnezija (Amnesia)                 | Psihički         | 57               |
| Razmjena obrane (Guard Swap)       | Psihički         | 64               |
| Razmjena moći (Power Swap)         | Psihički         | 64               |
| Psihička (Psychic)                 | Psihički         | 71               |
| Inicijativa (Me First)             | Normalni         | 79               |
| Oporavak (Recover)                 | Normalni         | 86               |
| Tjelesni čuvar (Safeguard)         | Normalni         | 93               |
| Kuglasta aura (Aura Sphere)        | Borbeni          | 100              |

## Statistike
| HP:      | 106 |  |
| Attack:  | 110 |  |
| Defense: | 90  |  |
| Special: | 154 |  |
| SpAtk:   | 154 |  |
| SpDef:   | 90  |  |
| Speed:   | 130 |  |

Statistika Special korištena je samo tijekom prve generacije; kasnije je podijeljenja na Special Attack i Special Defense statistike.

## U animiranoj seriji
Iako je Mewtwo središnji Pokémon lik u dva filma, imao je dva manja pojavljivanja u epizodama The Battle of the Badge i Showdown at the Poké-Corral u svom borbenom oklopu. U prvom pojavljivanju, koristio ga je Giovanni u borbi protiv Garyjevog Arcaninea i Nidokinga. U drugom pojavljivanju, Mewtwo je uništio Giovannijevo sjedište i odletjeo. 
Mirage Mewtwo pojavljuje se u posebnoj epizodi Pokémon animirane serije, The Mastermind of Mirage Pokémon, i najjači je Pokémon pod kontrolom Mirage majstora.